# Tom Müller (Fußballspieler)
Tom Müller (* 27. November 1997 in Dessau) ist ein deutscher Fußballtorhüter.

## Werdegang

### Verein
Müller begann in der Jugend beim SG Empor Waldersee, bevor er in die Jugend des SV Dessau 05 wechselte. Von dort führte ihn mit elf Jahren sein Weg 2009 in die Jugend des Halleschen FC. 2015 erhielt er dort seinen ersten Profivertrag bis 2018.
Sein Debüt in der 3. Liga gab er am 1. August 2017 gegen den FC Carl Zeiss Jena, als er für den verletzten Stammtorhüter Oliver Schnitzler eingewechselt wurde. Am 21. Oktober 2017 erzielte er beim Ligaspiel gegen den FC Rot-Weiß Erfurt in der Nachspielzeit per Kopf den Ausgleich zum 1:1-Endstand, nachdem er zuvor in der 11. Spielminute bereits einen Strafstoß pariert hatte. In sechs Jahren kam er für die Hallenser zu insgesamt 24 Drittligaspielen, ehe sein auslaufender Vertrag im Sommer 2021 nicht verlängert wurde.
Zur Saison 2021/22 wechselte er in die Regionalliga Nordost zum FC Carl Zeiss Jena. Dort setzte er sich in der Saisonvorbereitung zunächst gegen den bisherigen Stammtorwart Lukas Sedlak durch, an den er seinen Stammplatz aber in der Rückrunde der Saison wieder verlor. Im Sommer 2022 verließ er den Verein wieder und schloss sich Preußen Münster in der Regionalliga West an, kam dort aber an Stammtorhüter Maximilian Schulze Niehues bislang nicht vorbei. Anfang September 2023 wurde die einvernehmlicher Vertragsauflösung bekannt gegeben.
Kurz darauf unterschrieb er einen Vertrag beim Ligakonkurrenten SC Verl.

### Nationalmannschaft
Müller wurde im November 2014 für drei Spiele in den Kader der U-18-Nationalmannschaft berufen, blieb aber als Ersatztorhüter ohne Einsatz.

## Erfolge
- Sachsen-Anhalt-Pokal: 2016 und 2019 (Hallescher FC)
- Thüringer Landespokal: 2022 (FC Carl Zeiss Jena)
- Meister der Regionalliga West: 2023 (Preußen Münster)